# Matheus Pereira da Silva
Matheus Pereira da Silva (São Paulo, 25 de fevereiro de 1998) é um futebolista brasileiro que atua como meio-campista ou ponta-direita. Joga pelo o Fortaleza.

## Carreira

### Corinthians
Matheus Pereira começou a jogar nas categorias de base do Corinthians aos onze anos de idade. Foi promovido à equipe profissional em janeiro de 2015, aos 17 anos de idade, sendo chamado pelo técnico Tite para a pré-temporada da Florida Cup nos Estados Unidos. Apesar de participar dos treinamentos com a equipe, não atuou em nenhuma partida no torneio. O jovem estreou pelo Timão em um amistoso contra o ABC no dia 22 de julho, sendo titular na vitória por 1–0.
O meia realizou sua estreia oficial no dia 23 de agosto, entrando nos minutos finais da vitória por 3–0 contra o Cruzeiro, na Arena Corinthians. Sua primeira partida como titular foi contra o Santos, no dia 26 de agosto, onde atuou durante os 90 minutos na derrota em casa por 2–1, válida pela Copa do Brasil.

### Empoli
Em 28 de junho de 2016, Matheus Pereira assinou com o Empoli.

## Títulos
Corinthians
- Campeonato Brasileiro: 2015

Juventus
- Serie A: 2018–19

Seleção Brasileira
- Campeonato Sul-Americano Sub-17: 2015